# Radical 115
El radical 115, representado por el carácter Han 禾, es uno de los 214 radicales del diccionario de Kangxi. En mandarín estándar es llamado 禾部, (hé bù, «radical “grano”»); en japonés es llamado 禾部, かぶ (kabu), y en coreano 화 (hwa).
El radical «grano» aparece en muchas ocasiones en el lado izquierdo de los caracteres que clasifica (por ejemplo, en 秖). En algunas ocasiones aparece en la parte superior (por ejemplo, en 秀). Los caracteres clasificados bajo el radical 115 suelen tener significados relacionados con los cereales o la agricultura. Como ejemplo de esto están: 秈, «arroz común»; 种, «semilla»; 稔, «cosecha».

## Nombres populares
- Mandarín estándar: 禾, hé, «grano».
- Coreano: 벼화부, byeo hwa bu, «radical hwa-planta de arroz».
- Japonés:　ノ木（のぎ）, nogi, «carácter silábico no de katakana, árbol» (porque este radical se puede escribir poniendo el carácter no, ノ, sobre el radical “árbol”, 木); ノ木偏（のぎへん）, nogihen, «no-árbol, en el lado izquierdo del carácter».[1]
- En occidente: radical «grano».

## Galería
| Estilos antiguos                                 | Estilos antiguos                  | Estilos antiguos                        | Estilos antiguos                   | Estilos antiguos                   | Estilos empleados actualmente       | Estilos empleados actualmente  | Estilos empleados actualmente    | Estilos empleados actualmente   | Estilos empleados actualmente  |
|                                                  |                                   |                                         |                                    |                                    |                                     | 禾                             | 禾                               |                                 |                                |
| 甲骨文 jiǎgǔwén (escritura de huesos oraculares) | 金文 jīnwén (escritura de bronce) | 简帛 jiǎnbó (escritura de bambú y seda) | 篆文 zhuànwén (escritura de sello) | 篆文 zhuànwén (escritura de sello) | 隸書 lìshū (estilo de los escribas) | 楷書 kǎishū (estilo regular)   | 楷書 kǎishū (estilo regular)     | 行書 xǐngshū (estilo corriente) | 草書 cǎoshū (estilo de hierba) |
| 甲骨文 jiǎgǔwén (escritura de huesos oraculares) | 金文 jīnwén (escritura de bronce) | 简帛 jiǎnbó (escritura de bambú y seda) | 大篆 dàzhuàn (sello grande)        | 小篆 xiǎozhuàn (sello pequeño)     | 隸書 lìshū (estilo de los escribas) | 繁體／繁体 fántǐ (tradicional) | 简体／簡體 jiǎntǐ (simplificado) | 行書 xǐngshū (estilo corriente) | 草書 cǎoshū (estilo de hierba) |

## Caracteres con el radical 115

| trazos | carácter                                                                   |
| ------ | -------------------------------------------------------------------------- |
| + 0    | 禾                                                                         |
| + 2    | 禿 秀 私 秂 秃                                                             |
| + 3    | 秄 秅 秆 秇 秈 秉 秊                                                       |
| + 4    | 秋 秌 种 秎 秏 秐 科 秒 秓 秔 秕 秖 秗                                     |
| + 5    | 秘 秙 秚 秛 秜 秝 秞 租 秠 秡 秢 秣 秤 秥 秦 秧 秨 秩 秪 秫 秬 秭 秮 积 称 |
| + 6    | 秱 秲 秳 秴 秵 秶 秷 秸 秹 秺 移 秼 秽 秾                                  |
| + 7    | 秿 稀 稁 稂 稃 稄 稅 稆 稇 稈 稉 稊 程 稌 稍 税                            |
| + 8    | 稏 稐 稑 稒 稓 稔 稕 稖 稗 稘 稙 稚 稛 稜 稝 稞 稟 稠 稡 稢 稣 稤 稥       |
| + 9    | 稦 稧 稨 稩 稪 稫 稬 稭 種 稯 稰 稱 稲 稳 穀                               |
| + 10   | 稴 稵 稶 稷 稸 稹 稺 稻 稼 稽 稾 稿 穁 穂 穃                               |
| + 11   | 穄 穅 穆 穇 穈 穊 穋 穌 積 穎 穏 穐 穑 穒                                  |
| + 12   | 穉 穓 穔 穕 穖 穗 穘 穙 穚 穛 穜 穝 穞                                     |
| + 13   | 穟 穠 穡 穢 穣                                                             |
| + 14   | 穤 穥 穦 穧 穨 穩 穪 穫                                                    |
| + 15   | 穬 穭 穮 穯                                                                |
| + 16   | 龝                                                                         |
| + 17   | 穰 穳                                                                      |
| + 18   | 穱                                                                         |
| + 19   | 穲                                                                         |